# Сиван (місяць)
Сиван (івр. סִיוָן) — дев'ятий місяць у єврейському цивільному та третій місяць у релігійному календарі. Тривалість місяця Сиван є 30 днів. Припадає на травень-червень за григоріанським календарем.
Назва місяця походить від акадської мови (simānu) та означає «сезон», «визначений час».
Назва місяця також наведена у  Книзі Естери: 
Того ж часу, тобто третього місяця, місяця Сивана, двадцять третього дня, скликано царських писарів і написано все так, як звелів Мардохей, до юдеїв, до сатрапів, до начальників і до князів країн, від Індії до Етіопії, 127 країн, до кожної країни її письмом і до кожного народу його мовою та й до юдеїв їхнім письмом і мовою.
6 сивана, 50 днів після Песаха святкують Шавуот.